# Comuna Hoče-Slivnica
Hoče-Slivnica (Občina Hoče-Slivnica) este o comună din Slovenia, cu o populație de 11.753 de locuitori (2020).

## Localități
Bohova, Čreta, Hočko Pohorje, Hotinja vas, Orehova vas, Pivola, Polana, Radizel, Rogoza, Slivnica pri Mariboru, Slivniško Pohorje, Spodnje Hoče, Zgornje Hoče